# Дмитровка (Рамешковский район)
Дмитровка — деревня в Рамешковском районе Тверской области.

## География
Находится в восточной части Тверской области на расстоянии приблизительно 8 км на юг-юго-восток по прямой от районного центра поселка Рамешки.

## История
Известна с 1859 года как помещичья карельская деревня с 5 дворами, в 1887 — 13. В советское время работали колхозы «Крестьянка», «Путь к коммунизму» и совхоз «Леоновский». В 2001 году в деревне 1 дом постоянного жителя и 7 домов — собственность наследников и дачников. До 2021 входила в сельское поселение Застолбье Рамешковского района до их упразднения.

## Население
Численность населения: 32 человека (1859 год), 55 (1887), 0 (1989), 3 (русские 100 %) в 2002 году, 0 в 2010.